# Zapora wodna Smukała

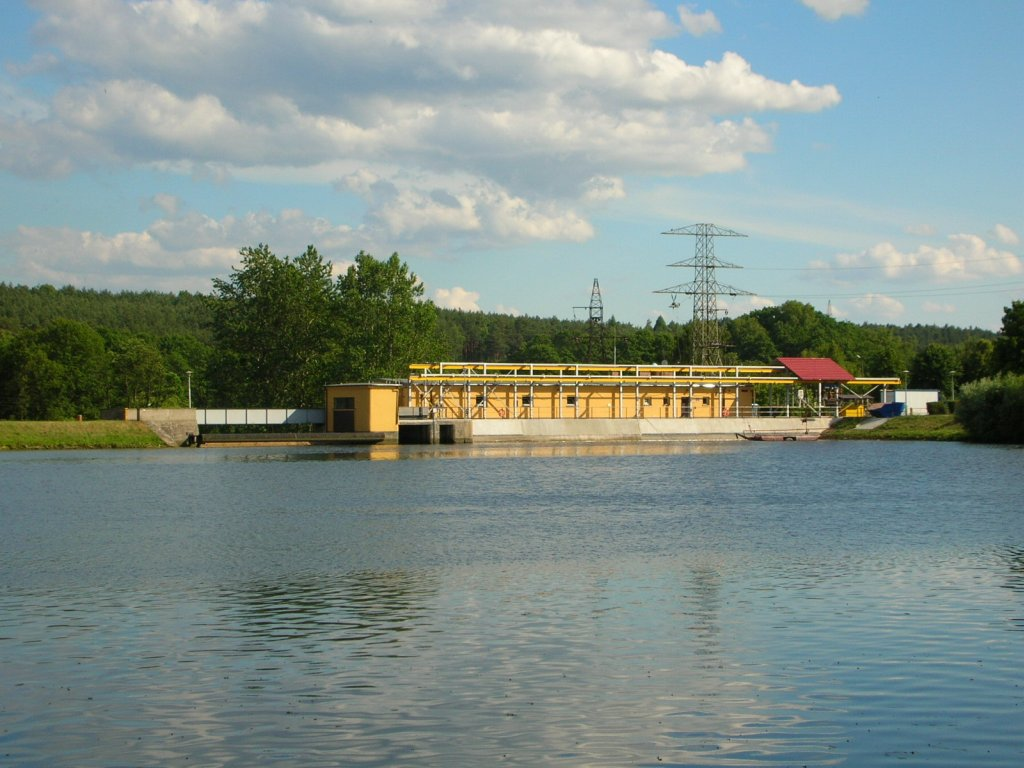
Widok od strony Zalewu Smukalskiego

Stopień wodny w Smukale – budowla hydrotechniczna służąca spiętrzeniu wód Brdy w celu uzyskania energii elektrycznej z elektrowni wodnej. Jest położona w północno-zachodniej części Bydgoszczy na osiedlu Smukała.
Jest ostatnim z elementów kaskadowej zabudowy energetycznej rzeki Brdy.

## Charakterystyka
W skład stopnia wodnego wchodzą:
- zapora ziemna,
- jaz,
- upust,
- przepławka dla ryb,
- elektrownia wodna.

Jaz piętrzy wody Brdy do wysokości 8 m. Woda przepływa przez dwie turbiny Kaplana o łącznej mocy 4 MW.
W wyniku spiętrzenia wody powstał Zalew Smukalski o powierzchni maksymalnej (przy maksymalnym piętrzeniu) 96 ha. Średnia szerokość zbiornika wynosi 110 m. Jest on malowniczo położony wśród lasów. Nie pełni on funkcji przeciwpowodziowej (brak rezerwy powodziowej). Okolica zalewu wraz z okolicznymi lasami stała się jednym z terenów rekreacyjnych w Bydgoszczy.
Spadek wody w zaporze wykorzystuje elektrownia wodna, której właścicielem jest spółka Elektrownie Wodne. Jest to największa elektrownia wodna w granicach Bydgoszczy. W normalnych warunkach hydrometeorologocznych generuje przepływy: 15 do 45 m³/s.
Nad jazem piętrzącym wodę znajduje się stalowa kładka technologiczna o długości 16 m i szerokości 1,3 m. Zarządcą obiektu jest spółka „Elektrownie Wodne” z siedzibą w Samociążku.

## Historia
Pierwsza elektrownia wodna na terenie Smukały powstała pod koniec XIX wieku. Przy drewnianej zaporze działały urządzenia o mocy 118 kW.
Decyzję o budowie kolejnej elektrowni wraz z tzw. zamkiem wodnym podjęto i zrealizowano w 1902 r. w związku z koniecznością zapewnienia zasilania uruchomionej w 1904 roku karbidowni. W kwietniu 1907 nowym mostem rozpoczęły kursować pociągi kolei wąskotorowej z Bydgoszczy do Włók. Nowa elektrownia posiadała moc 1454 kW, a dla jej potrzeb utworzono zbiornik wodny na Brdzie o powierzchni 30 ha. Zasilała ona fabrykę karbidu i okoliczne zabudowania.
4 września 1939 r. wskutek działań wojennych wycofujące się wojsko polskie dokonało wysadzenia w powietrze zapory, mostu, elektrowni i karbidowni.
W 1942 r. Niemcy przystąpili do budowy nowej zapory i elektrowni, wykorzystując siłę roboczą okolicznych mieszkańców. Budowa pochłonęła wiele ofiar, ale i tak Niemcy jej nie ukończyli. Uruchomienie elektrowni Smukała nastąpiło dopiero po wojnie w roku 1951. Prace te nadzorował inż. Stanisław Więckowski, część elektryczną zaprojektował inż. Antoni Misterek, a obiekty budowlane inż. Edward Narzyński ze Zjednoczenia Energetycznego Okręgu Północnego. W elektrowni tej zainstalowano dwie turbiny typu Kaplan niemieckiej produkcji. Moc uzyskiwana na generatorze to 2 MW dla każdego turbozespołu.
Na zachodnim brzegu zbiornika znajduje się pomnik - kajak, upamiętniający spływy Karola Wojtyły. Z jego wnętrza wychodzą dwa wiosła, na których widnieją napisy: "Tutaj w Smukale w 1953 i w 1966 roku uczestniczył w spływach kajakowych rzeką Brdą ks. Karol Wojtyła, w latach 1978-2005 Papież Jan Paweł II" oraz "W dziesiątą rocznicę pobytu Ojca Świętego Jana Pawła II w Bydgoszczy. Bydgoszczanie ze stowarzyszeń: Represjonowanych w PRL Przymierze oraz przyjaciół szkoły Jana Pawła II".

## Galeria

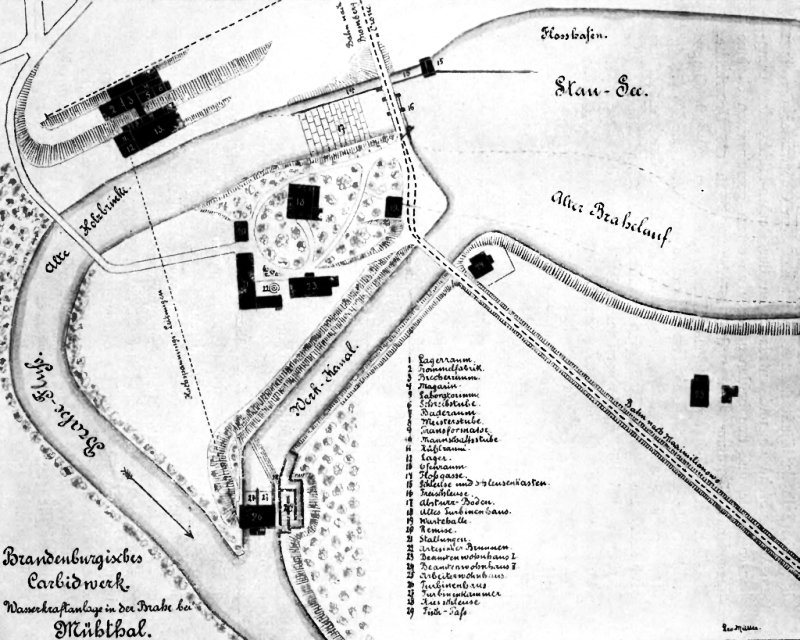
Plan stopnia wodnego z 1905 r.
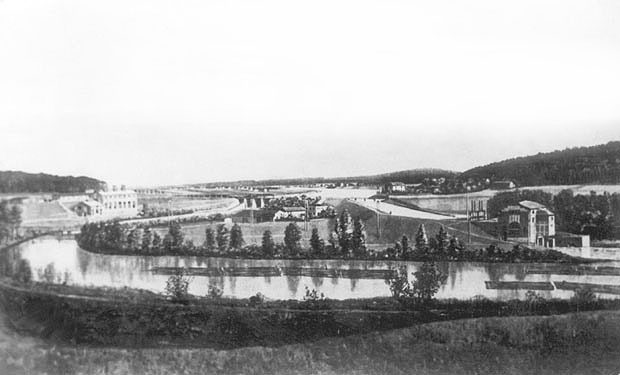
Widok w 1905 r.
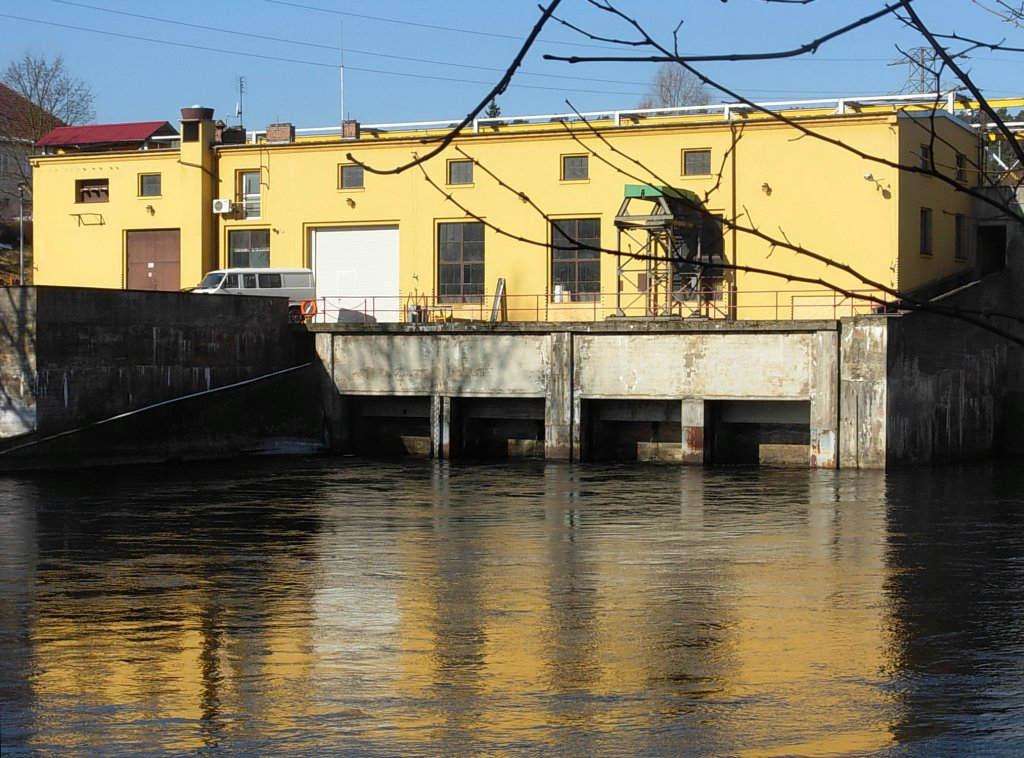
Elektrownia wodna
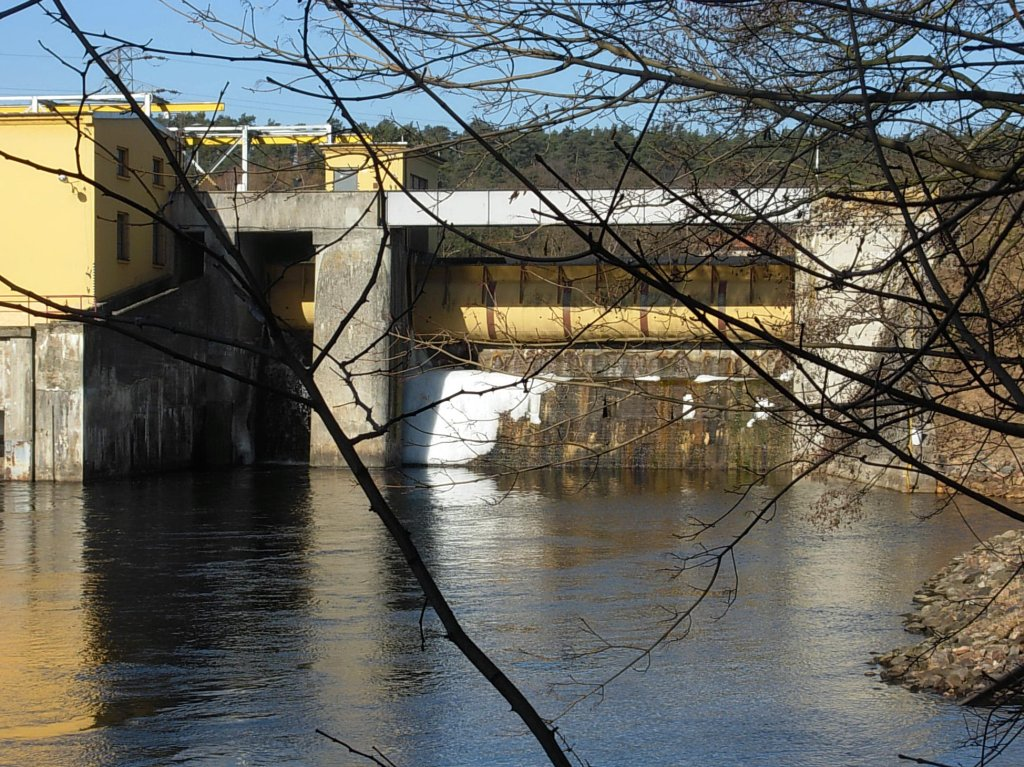
Jaz
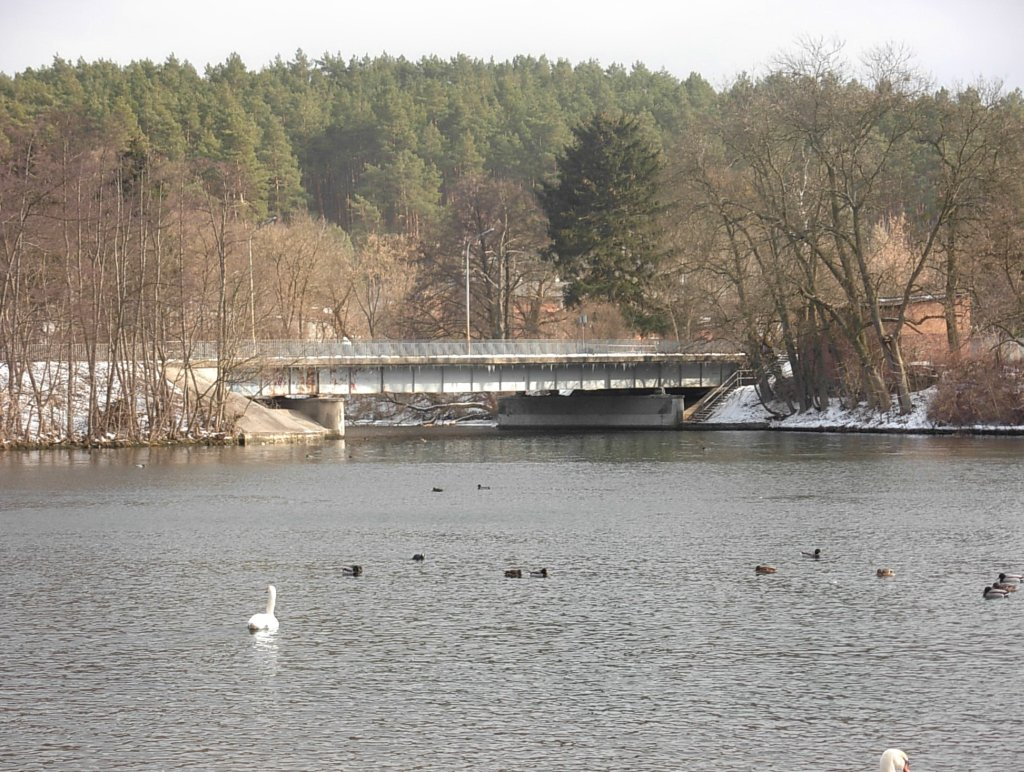
Most w Smukale
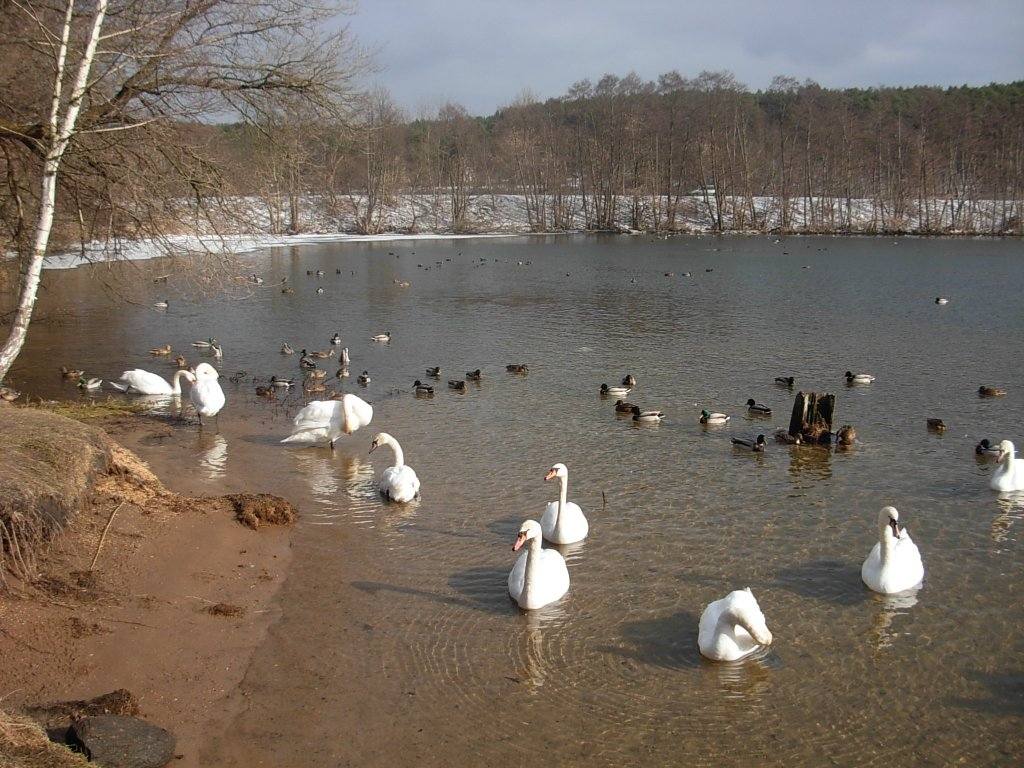
Zalew jest miejscem pobytu ptactwa wodnego
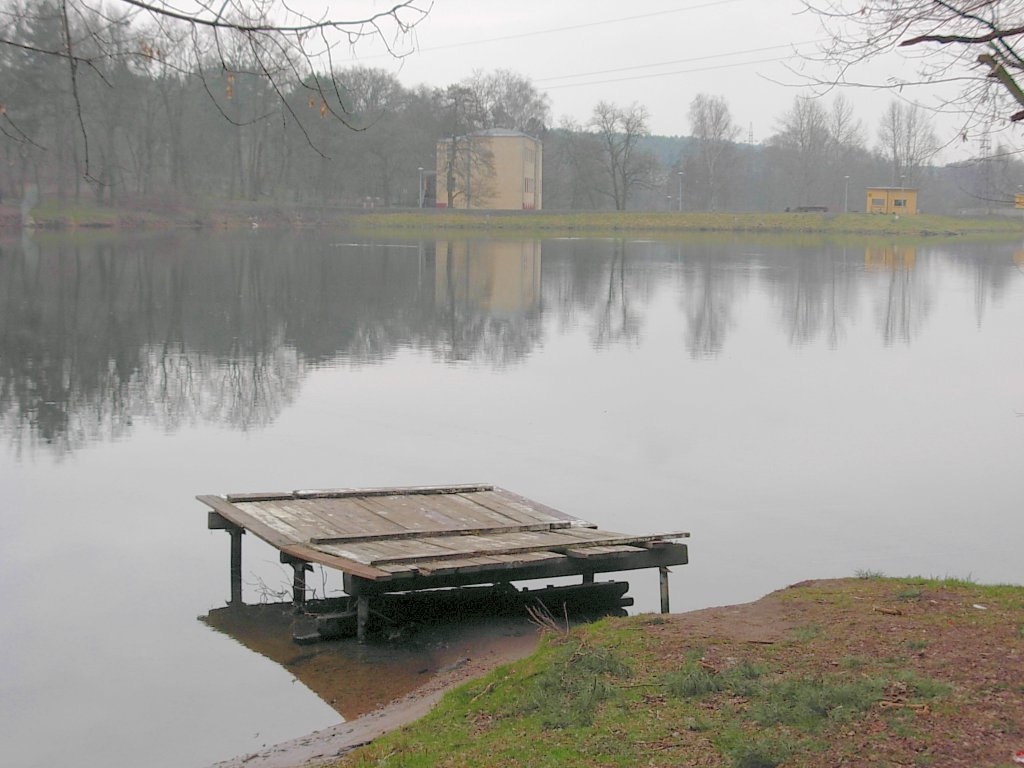
W marcu 2008 r.
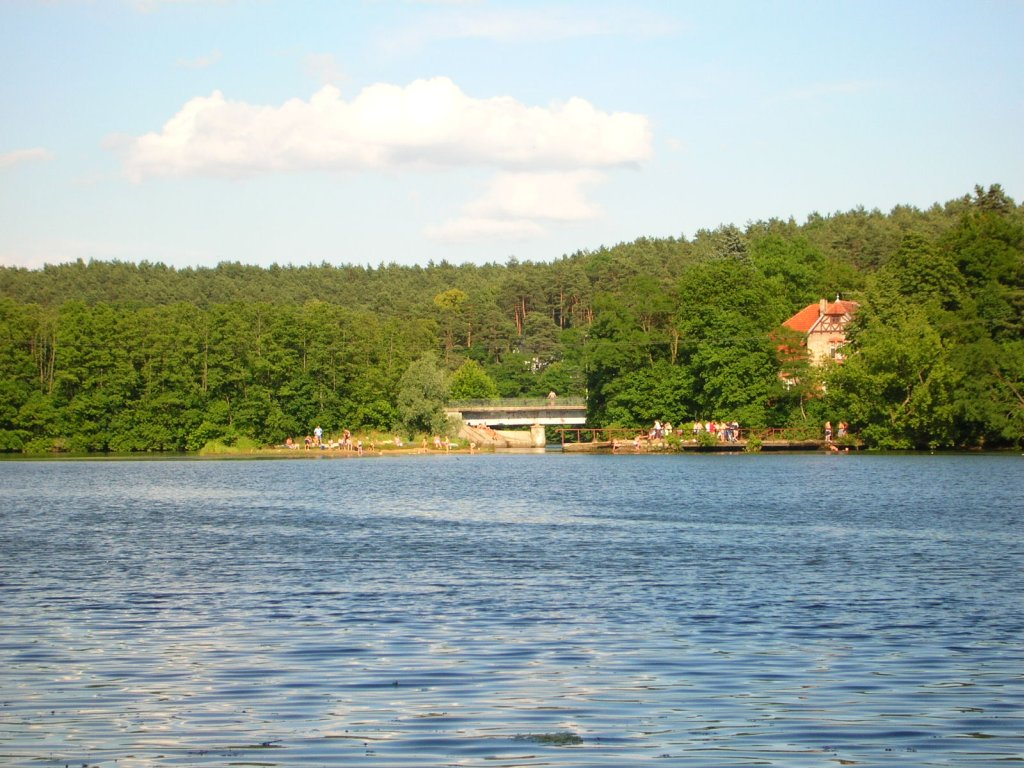
Latem 2005 r.